# فيشيتا فونيفيلاي
فيشيتا فونيفيلاي (اللاوية:ວິຈິດຕະພອນໂພນວິໄລ، من مواليد 26 مايو 1996) عارضة أزياء وحاملة لقب ملكة جمال لاوسية توجت في مسابقة ملكة جمال الكون لاوس 2019. التي عقدت في 24 أغسطس 2019 في فندق رويال بالاس، فينتيان، ومثلت لاوس في مسابقة ملكة جمال الكون 2019. لكنها لم تصل لمراكز متقدمة في المسابقة

## مسيرتها
بدأت مسيرتها في مسابقة ملكة جمال ممثلة محافظة بوليخاماسي في مسابقة ملكة جمال الكون لاوس 2019 في 24 أغسطس 2019 في فندق فندق لاندمارك ميكونج ريفرسايد، حيث فازت بلقب ملكة جمال الكون لاوس 2019. وقد توجت بلقب المسابقة من قبل ملكلة جمال لاوس السابقة أونومونغ هومسومباث.

## روابط خارجية
- Miss Universe Laos  على فيسبوك.

| الجوائز و الإنجازات     | الجوائز و الإنجازات       | الجوائز و الإنجازات |
| ----------------------- | ------------------------- | ------------------- |
| سبقه أنو-أنونغ هامسيباث | ملكة جمال الكون لاوس 2019 | تبعه                |